# عقارات ذات ملكية خاصة
العقارات ذات الملكية الخاصة هو مصطلح يُستخدم في تمويل الاستثمارات للإشارة إلى قسم محدد من فئة أصول الاستثمار العقاري. يشير مصطلح العقارات ذات الملكية الخاصة إلى واحد من أربعة أرباع من أسواق رأس المال العقاري التي تتضمن الملكية الخاصة والدَّين الخاص والملكية العامة والدَّين العام.

## نظرة عامة
الملكية العقارية المباشرة مقابل الملكية العقارية غير المباشرة، فيشمل استثمار عقارات الملكية الخاصة والحيازة والتمويل والملكية الخاصة وحيازة حق الملكية للملكية الفردية أو لحقائب الملكيات، فضلًا عن الملكية غير المباشرة وحيازة السندات المنظمة أو فوائد أخرى مقسمة أو غير مقسمة في ملكية -أو حقيبة من الملكيات- عن طريق شكل ما من أدوات الاستثمار المالي المجمّع أو ترتيباته. عادةً يمكن أن تُبنى كحسابات مُدارة بشكل فردي (أو منفصلة) أو صندوق تمويل مختلط أو شركة قابضة عقارية أو مؤسسة قابضة عقارية أو شركة عقارية تشغيلية مُدارة بشكل نشط أو أنواع مشابهة من هذه البُنى.
أنواع المستثمرين: يشتمل المستثمرون في العقارات ذات الملكية الخاصة (إضافةً إلى المستثمرين في الأرباع الثلاثة الأخرى من أسواق رأس المال العقاري) المستثمرين الأفراد المعتمدين وغير المعتمدين والمستثمرين المؤسسين، بالإضافة إلى تنمية العقارات المملوكة سراً أو علناً والاستثمار وشركات التشغيل. (يشمل المستثمرون المؤسسون أي منظمة تدير الأموال بشكل احترافي لصالح أطراف ثالثة).
المستثمرون الأفراد: يشتمل المستثمرون الأفراد على المستثمرين المعتمدين بشكل كامل الذين يحققون الحد الأدنى لمتطلبات الدخل والقيمة الصافية التي وضعتها هيئة الأوراق المالية والبورصات الأمريكية، والمستثمرين غير المعتمدين الذين لا يحققون هذه المتطلبات. يشارك كل من المستثمرين المعتمدين وغير المعتمدين بشكل مباشر في الاستثمارات في العقارات. سواء بشكل فردي أو عن طريق شراكات غير مُسنّدة. يستثمر كلاهما عادةً أيضاً في أسواق العقارات ذات الملكية العامة التي تتضمن الأوراق المالية المدرجة في البورصة بشكل علني لشركات الاستثمارات العقارية العامة، بالإضافة إلى الأوراق المالية المختلفة الصادرة عن أشكال أخرى من شركات تشغيل العقارات المتداولة بشكل علني. باستثناء القليل من الاستثناءات، تناسب عادةً عروض الأوراق المالية للعقارات الخاصة غير المتداولة والمفتقرة للسيولة فقط المستثمرين المعتمدين بشكل كامل. يشتمل المستثمرون المعتمدون عادةً على المستثمرين ذوي أصول القيمة الصافية المتوسطة والعالية الذين يمكنهم تلبية المتطلبات الملائمة لهذه العروض. تُستثنى الإيداعات الخاصة للأوراق المالية العقارية من التسجيل في هيئة الأوراق المالية والبورصات الأمريكية، ويُمنع مصدّروا هذه الأوراق المالية بشكل عام من استدراج هذه العروض.
المستثمرون المؤسسون: يشمل مستثمرو العقارات ذات الملكية الخاصة مؤسسي صناديق التقاعد والهبات والمؤسسات والمكاتب العائلية وصناديق الأموال السيادية وشركات التأمين وشركات الاستثمار العقارية المدرجة في البورصة والمتداولة بشكل علني وشركات الاستثمار العقارية الخاصة غير المدرجة في البورصة وأشكال أخرى لشركات التشغيل الخاصة أو العامة وشركات تشغيل رأس المال المجازف وأنواع متخصصة أخرى من شركات الاستثمار. يستثمر هؤلاء المستثمرون المحترفون إمّا بشكل مباشر في الملكية مع الطاقم المحترف في الاستثمار في شركاتهم الخاصة أو عن طريق واحد أو أكثر من الأنواع المختلفة من إجراءات الاستثمار الموصى بها، أو أدوات استثمار لعروض منتجات مصممة خصيصاً لتلبية احتياجات المستثمرين المؤسسين. تُنظَّم وتُرتّب وتُدار هذه الإجراءات عادةً بواسطة شركات إدارة استثمارية عقارية محترفة باعتبارها طرفًا ثالثًا، مقابل دفع رسوم تسجيل معينة.
تطوير العقارات المملوكة بشكل خاص، وشركات تشغيل العقارات والاستثمار العقاري: بالإضافة إلى تطوير العقارات المملوكة بشكل خاص، تستثمر أيضاً شركات التشغيل العقاري والاستثمار العقاري لحساباتهم الخاصة في فئة الأصول في العقارات الخاصة.
أنواع الملكيات: أنواع الملكيات الأسيع هي المكاتب (الضواحي والمدن والحدائق والمباني العالية)، والملكيات الصناعية (توزيع مستودعات والبحث والتطوير والمساحات الصناعية أو المكتبية المرنة)، وملكيات التجزئة (المجمعات التجارية ومراكز التسوق ومراكز الطاقة في الأحياء والمجتمعات)، والإسكان المخصص لأسر متعددة (الشقق والحدائق والمباني العالية). بالإضافة إلى ذلك، يستثمر بعض مستثمري الملكيات الخاصة ما يدعونه عادةً أنواع ملكيات متخصص أو مستهدف، بما في ذلك الفنادق وسكن الطلاب ودور كبار السن والتخزين الذاتي ومباني المكاتب الطبية والأبنية السكنية المخصصة لعائلة واحدة وسكن عائلة واحدة مخصص للإيجار والمرافق الصناعية والأراضي غير المستخدمة في أي شيء ذُكر في الأعلى، والكروم والبيوت المصنعة وبيوت الأشجار الخاص، بالإضافة إلى أنواع ملكيات متخصصة أخرى.
هياكل الأدوات: يمكن أن تُبنى الاستثمارات المالية المجمعة كشراكات محدودة وهيئات محدودة المسؤولية وهيئات فئة سي وهيئات فئة إس وشركات الاستثمار الجماعية وشركات الاستثمار العقارية الخاصة وحسابات منفصلة لشركة التأمين، بالإضافة إلى الكثير من الهياكل القانونية. يُبنى تنظيم الأموال التي تلبي احتياجات المستثمرين المعفيين من الضرائب وتجذب الفوائد لتلبية متطلبات شركات التشغيل العقارية أو شركات تشغيل رأس المال المجازف. 

## التاريخ والتطور
هناك تاريخ طويل من الاستثمار المؤسسي في العقارات من خلال الحيازة المباشرة على الملكية، وبواسطة حسابات منفصلة تُدار بشكل فردي، ومن خلال صناديق تمويل الاستثمار المجمعة. كانت الاستثمارات العقارية المؤسسية في البداية في صلب العقارات، ولكن قادت ظروف السوق في بدايات التسعينيات إلى ظهور قيمة مُضافة وصناديق أموال انتهازية هدفت للاستفادة من هبوط أسعار الملكيات للحصول على الأصول بخصومات كبيرة. برزت عقارات الملكية الخاصة بصفتها فئة أصول مستقلة في بداية القرن الحادي والعشرين ولاقت نمواً كبيراً في السنين الأخيرة.

## الاستراتيجيات
تتبع صناديق تمويل العقارات ذات الملكية الخاصة عند القيام بعمليات الاستثمار الأساسيات أو الزيادة الأساسية أو القيمة المضافة أو الاستراتيجيات الانتهازية.
- الأساسيات: وهي إستراتيجية ذات عائد منخفض ومخاطر منخفضة وإمكانيات منخفضة مع تدفقات مالية قابلة للتنبؤ. في هذه الاستراتيجية يستثمر صندوق الأموال بشكل عام في الملكيات المستقرة أو المستأجرة بشكل كامل أو من الفئة أ أو فردية أو متعددة المستأجرين، وتكون هذه الملكيات في مناطق حضرية متنوعة قوية، غالباً في مداخل المدن. ويكون العائد في هذه الاستراتيجية في مجال يتراوح بين 0% إلى 30%.
- الزيادة الأساسية: غالباً ما تختلط الأمور أو يحدث خطأ في التفريق بين استراتيجيتي الاستثمار العقاري والزيادة الأساسية والقيمة المضافة. يُعرّف مصطلح الزيادة الأساسية بأنه الأساسيات بالإضافة إلى العائد أو الأساسيات ذات العائد. يتراوح العائد لهذه الاستراتيجية بين مجالين 30% إلى 50%.
- القيمة المضافة: وهي إستراتيجية متوسطة إلى عالية المخاطر ومتوسطة إلى عالية العائد. تتضمن شراء الأراضي والملكيات المستأجرة أو المُساء استخدامها، وتحسينها بطريقة ما، وبيعها في وقت مناسب لتحقيق الربح. تُعتبر الملكيات قيمة مضافة عندما تُظهر مشكلات في التشغيل أو الإدارة، وتتطلب تحسيناً فيزيائياً و/أو تعاني من قيود رأس المال. يتراوح عائد استراتيجيات القيمة المضافة في المجال بين 40% إلى 60%.
- الانتهازية: وهي إستراتيجية عالية المخاطر وعالية العائد، وتتطلب الملكيات درجة عالية من التحسين. قد تتضمن هذه الاستراتيجية أيضاً الاستثمارات في قطاعات التنمية والأراضي الخام والملكيات المتخصصة. وتستثمر أيضاً بعض صناديق أموال الفرص في استثمارات الدين الخاص أو العام المُسنّدة أو غير المُسنّدة، ويهدف هذا إلى خصخصة هذه الفوائد وإعادة تعبئتها وإعادة هيكلتها وبيعها. تُعتبر الاستثمارات موضوعًا تكتيكيًا، وقد تتضمن استراتيجيات مراجحة مالية أو استراتيجيات تركز على تفكيك بُنى مالية (معقدة أو ضخمة أو محافظ الاقتراض غير الشرعية) أو إنشائها. يُمكن أن يتجاوز عائد الاستراتيجيات الانتهازية 60% أو أكثر.